# Biên niên sử nông nghiệp
Nông nghiệp là ngành sản xuất có lịch sử lâu đời, gắn liền với sự phát triển của loài người, hình thành cách đây hàng nghìn năm, đóng vai trò quan trọng trong đời sống xã hội. Hiện nay ở các nước châu Á và châu Phi, nông nghiệp vẫn chiếm vị trí quan trọng, số người sống dựa vào sản xuất nông nghiệp chiếm tỉ lệ cao trong dân số. Mỗi bước tiến trong nông nghiệp đều có ảnh hướng lớn đến đời sống xã hội của nhiều nước.
Biên niên sử nông nghiệp nhằm mục đích thống kê lại các mốc lịch sử quan trọng trong sự phát triển của nông nghiệp.
- Năm 12000 TCN - Người Natufian ở vùng Cận Đông đã bắt đầu biết thu hoạch, hái lượm các cây cỏ dại.
- Năm 9800 TCN - Những dấu tích sớm nhất về việc trồng lúa mì trong nhà của những người thuộc thời kỳ đồ đá mới ở Cận Đông.
- Năm 8500 TCN - Cuộc cách mạng đồ đá mới, cuộc cách mạng nông nghiệp đầu tiên, bắt đầu ở vùng Cận Đông cổ đại. Những người thuộc thời kỳ đồ đá mới sống dọc theo vùng đất màu mỡ thuộc Lưỡng Hà đã trồng lúa mì, lúa mạch, đậu xanh, đậu Hà Lan, cây lanh, đậu đắng. Cừu và dê đã được thuần hoá để nuôi trong nhà.
- Năm 7000 TCN - Trồng lúa mì, cây vừng, lúa mạch, cây cà ở Mehrgarh (Ấn Độ/Pakistan).
- Năm 7000 TCN - Nuôi gia súc và gà ở Mehrgarh, Ấn Độ.
- Năm 6800 TCN - cây lúa nước đã được trồng ở Đông Nam Á.
- Năm 6500 TCN - Có các bằng chứng về việc nuôi gia súc trong nhà ở Thổ Nhĩ Kỳ. Một số nguồn cho rằng việc này đã xảy ra sớm hơn ở các vùng khác trên thế giới.
- Năm 6000 TCN - Các vựa lúa đã được tạo dựng ở Mehrgarh cho việc tích trữ các thức ăn dư thừa.
- Năm 4000 TCN - Ở Mehrgarh, đã trồng một số loại cây trồng, gồm cả đậu Hà Lan, vừng, cây chà là và cây bông. Nhiều con vật đã được nuôi trong nhà, gồm cả trâu, một loại động vật vẫn còn nhiều cần thiết cho sản xuất nông nghiệp ở khắp châu Á ngày nay.
- Năm 4000 TCN - Người Ai Cập đã khám phá ra việc sản xuất bánh mì có sử dụng men.
- Năm 4000 TCN - Có các bằng chứng về việc lúa nước được trồng ở vùng Korat thuộc tây bắc Thái Lan
- Năm 4000 TCN - Lần đầu sử dụng chiếc cày bằng gỗ nhẹ ở Mesopotamia
- Năm 3500 TCN - Việc đào kênh tưới nước đã được sử dụng ở Mesopotamia
- Năm 3000 TCN - Cây nghệ, đậu khấu, cây ớt, mù tạc được thu hoạch ở Ấn Độ và Paskistan.
- Năm 3000 TCN - Đường được sản xuất ở Ấn Độ
- Năm 2600 TCN - Gỗ cây tuyết tùng ở Phoenicia (Liban) đã được xuất khẩu cho Ai Cập và Sumeria. Cây gỗ cũng được thương mại hoá ở Nam Ấn Độ.
- Năm 1700 TCN - Các cối xoay gió đã được khai thác bởi người Babylon; chúng được sử dụng để bơm nước cho việc tưới cây.
- Năm 1300 TCN - Tạo ra kênh đào để liên kết vùng châu thổ Sông Nin đến Biển Đỏ.
- Năm 691 TCN - Cống dẫn nước đầu tiên được xây dựng để đưa nước đến Nineveh.
- Năm 500 TCN - Cày bằng sắt đã được phát minh ở Trung Quốc
- Năm 100 TCN - Quạt sảy thóc đã được phát minh ở Trung Quốc
- Năm 100 TCN - Máy gieo hạt nhiều ống đã được phát minh ở Trung Quốc.
- Năm 200 - Cần câu cá đã được phát minh ở Trung Quốc
- Năm 600 - Sự trưng cất rượu ở Trung Quốc.
- Năm 607 - Người Trung Quốc bắt đầu xây một hệ thống kênh đào lớn để kết nối các sông Hoàng Hà và sông Trường Giang.
- Năm 644 - Người Ba tư đã phát minh ra các cỗ máy dựa vào sức gió, một loại cối xoay gió phát triển hơn loại mà người Babylon đã sử dụng.
- Năm 850 - Việc sử dụng cà phê được biết đến ở Arabia
- Năm 1809 - Một người làm bánh kẹo người Pháp tên Nicolas Appert đã phát minh ra hộp bảo quản thức ăn (đồ hộp)
- Năm 1863 - Triển lãm quốc tế về ngũ cốc ở Paris với nhiều loại ngũ cốc khác nhau từ các nước.
- Năm 1866 - Gregor Mendel công bố kết quả công trình nghiên cứu của ông, định luật di truyền Mendel hay định luật Mendel.
- Năm 1871 - Louis Pasteur phát minh ra sự tiệt trùng theo phương pháp Pasteur
- Năm 1895 - ướp lạnh cho các thức ăn và bảo quản thức ăn ở Hoa Kỳ và Vương quốc Anh.
- Năm 1944 - Cuộc Cách mạng xanh bắt đầu ở México
- Năm 2000 - Các cây trồng biến đổi gien được trồng trên khắp thế giới.